# Шабанов, Борис Иванович
Борис Иванович Шабанов — советский хозяйственный, государственный и политический деятель.

## Биография
Родился в 1910 году. Член КПСС с 1941 года.
С 1929 года — на хозяйственной, общественной и политической работе. В 1929—1963 гг. — рабочий, инженерно-технический работник в текстильной промышленности, директор прядильно-ткацкой фабрики имени Фрунзе Главмосхлоппрома, заместитель секретаря Московского горкома ВКП(б) по лёгкой и текстильной промышленности, начальник управления промысловой кооперации исполкома Московского городского Совета народных депутатов, начальник управления лёгкой промышленности исполкома Московского городского Совета народных депутатов, первый секретарь Краснопресненского райкома КПСС города Москвы.
Делегат XXI и XXII съездов КПСС.
Умер после 1970 года.